# Chvitja Kvaratschelia
Khvicha Kvaratskhelia (georgiska: ხვიჩა კვარაცხელია), född 12 februari 2001 i Tbilisi, är en georgisk fotbollsspelare som spelar för Paris Saint-Germain i Ligue 1. Han representerar även det georgiska landslaget.
Khvicha är son till den före detta georgiska landslagsfotbollsspelaren Badri Kvaratskhelia. Han har två bröder, och hans yngre bror Tornike (född 2010) spelar också fotboll. Han har fått smeknamnet "Kvaradona" efter Napoli-legenden Diego Maradona, eftersom de båda har mycket liknande dribblingsstilar.
I augusti 2022 avslöjade Kvaratskhelia i en intervju att han hade dejtat Nitsa Tavadze, en student vid Medicinska universitetet, i ett år. Deras vigselceremoni hölls vid Mtskhetas Samtavro-kloster i oktober 2023.
År 2020, 2021, 2022 och 2023 blev han vald till årets spelare i Georgien. Han blev uttagen till Georgiens trupp till EM 2024.